# Christian Lillinger

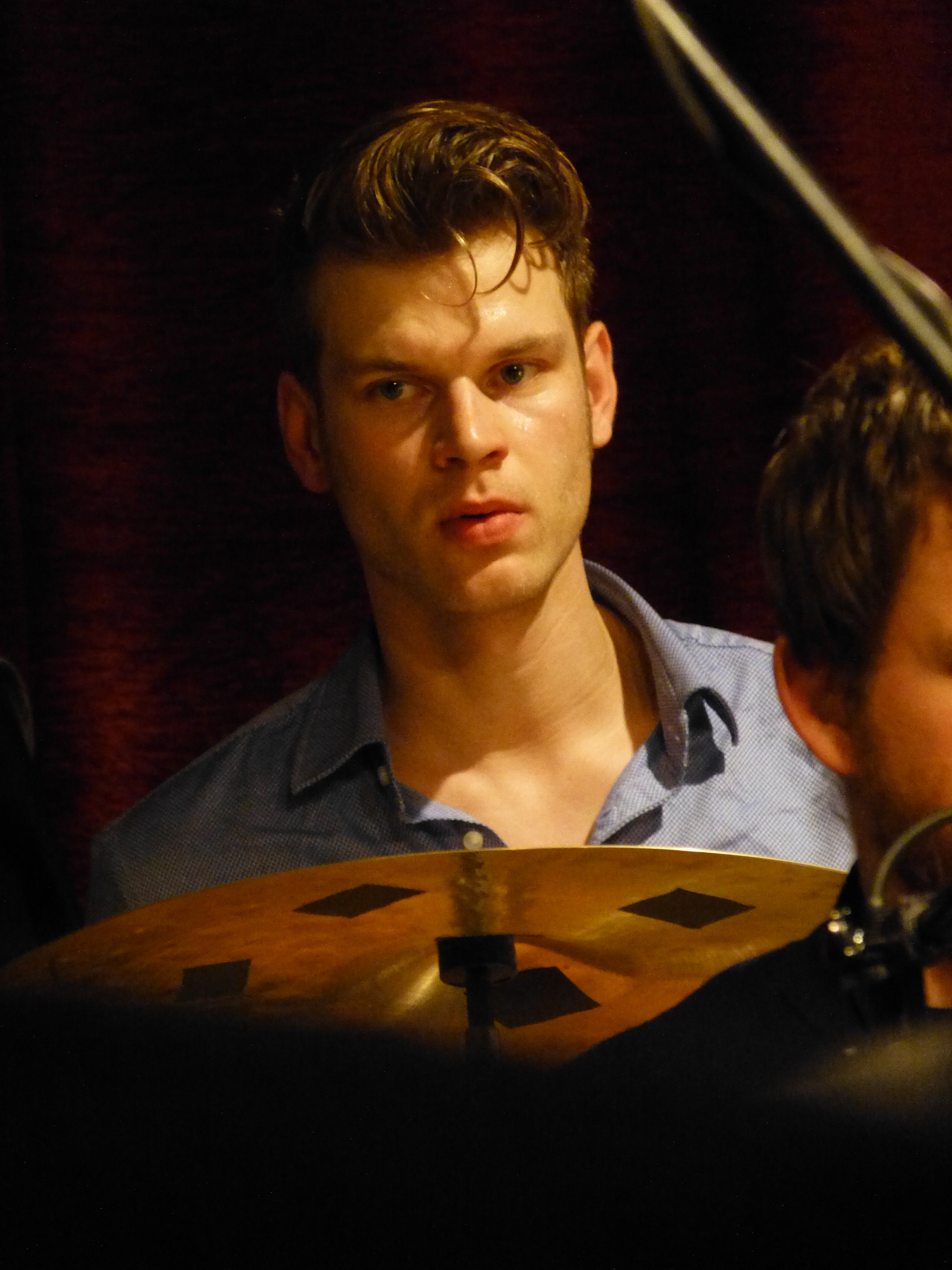
Christian Lillinger 2012 im Loft (Köln)

Christian Lillinger (* 21. April 1984 in Lübben) ist ein deutscher Schlagzeuger, Komponist und Perkussionist des Modern-Creative-Stils und der Neuen Improvisationsmusik.

## Leben und Wirken
Christian Lillinger ist der ältere Bruder des Komponisten, Pianisten und Dirigenten Robert Lillinger und wuchs im Dorf Kuschkow auf. Lillinger studierte von 2000 bis 2004 an der Hochschule für Musik Carl Maria von Weber Dresden bei Günter Sommer. Zwischen 2001 und 2003 war er Mitglied im Bundesjugendjazzorchester.
Lillinger spielt im Trio Gropper|Graupe|Lillinger, bis 2015 bekannt unter dem Namen Hyperactive Kid, mit dem Saxophonisten Philipp Gropper und dem Gitarristen Ronny Graupe, wo er sich weitgehend auf das konventionelle Schlagzeug-Set beschränkt. Im Jahre 2008 hat er seine erste eigene Band Christian Lillingers Grund zusammengestellt, deren erste zwei veröffentlichte Alben Ende 2009 und 2013 bei Clean Feed Records erschienen. Daneben arbeitet Lillinger als Sideman mit bekannten Musikern wie Rolf Kühn, Miroslav Vitouš, Beat Furrer, Rudi Mahall, John Schröder, Barre Phillips, Wadada Leo Smith, Frank Gratkowski, Simon Nabatov, Tobias Delius, Axel Dörner, Thomas Lehn, Michael Wollny, Louis Sclavis, Bruno Chevillon, David Liebman, Gebhard Ullmann, Médéric Collignon, Alexander von Schlippenbach, Urs Leimgruber, Theo Jörgensmann, Zeitkratzer, John Edwards, Greg Cohen, William Parker, Joe Lovano, Tony Malaby. Seit 2004 arbeitet er zudem im EUPHORIUM_freakestra, dem Projektensemble um Oliver Schwerdt, mit dem er insbesondere im Trio und Quintett mit Ernst-Ludwig Petrowsky hervorgetreten ist. Die gemeinsame Einspielung des „Spätwerks“ von Petrowsky mit den Alben Tumult!, Krawall!, Rabatz! fand große Beachtung. Seit 2009 arbeitet Lillinger außerdem im Klaviertrio Grünen mit Achim Kaufmann und Robert Landfermann, welches bisher drei Alben vorlegte und unter anderem 2015 bei der Verleihung des Albert-Mangelsdorff-Preises an Kaufmann auf dem Jazzfest Berlin spielte.
Seit 2010 arbeitet Lillinger zudem im Trio Dell Lillinger Westergaard, das auch mit John Tchicai auftrat. Mit diesem Trio hat er die Alben Grammar, Grammar II, Beats und Beats II veröffentlicht. Das Trio kollaboriert zudem mit anderen Musikern wie Johannes Brecht, Bob Degen, Mat Maneri oder Tamara Stefanovich. 2011 gründete er mit Petter Eldh und Wanja Slavin das Trio Starlight, das seine Debüt-CD 2013 auf dem Schweizer Label Unit Records verlegte. Mit Eldh und Slavin gründete er außerdem das Quartett Amok Amor mit dem amerikanischen Trompeter Peter Evans, das 2015 sein gleichnamiges erstes Album herausbrachte. Auch spielte er im Trio Punkt.vrt.Plastik mit Eldh und der Pianistin Kaja Draksler und im qÖÖlp-Quartett mit Ronny Graupe, Valentin und Théo Ceccaldi. Er ist außerdem Mitglied in Kuu!, mit denen er im August 2021 das zweite Album der Band, artificial sheep, veröffentlicht hat. Sein mit einem Tentett realisiertes Projekt Open Form for Society wurde bei den Donaueschinger Musiktagen 2019 uraufgeführt.

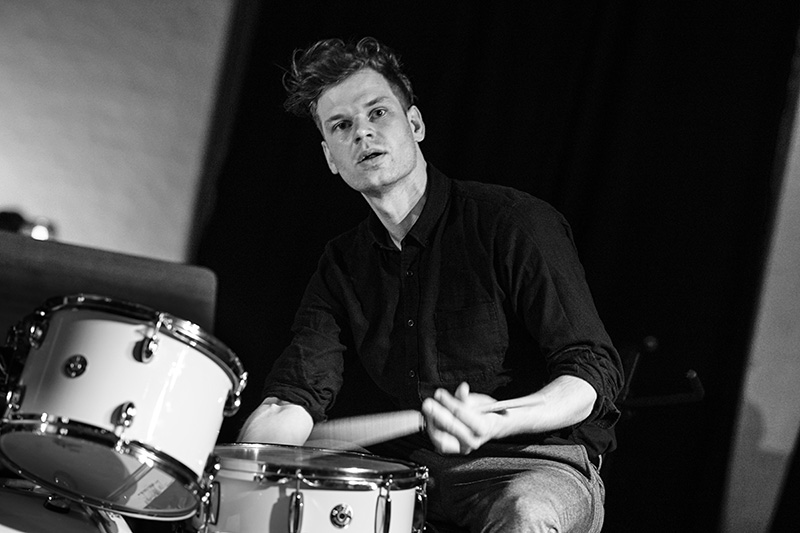
Christian Lillinger, Copenhagen Jazz Festival 2018

Lillinger war des Weiteren Mitglied von folgenden Gruppen: Rolf Kühn Unit, Henrik Walsdorff Trio, Die Anreicherung, Pascal Niggenkemper Vision 7, Ronny Graupes Spoom, Schmittmenge Meier, Marc Schmolling Trio, Wanja Slavin Quintett, Carl Ludwig Hübschs Drift, Hübsch Acht, Uwe Steinmetz Stream Ensemble, Die Oberschicht, Ember, Gerhard Gschlößls Vierergruppe, Gerhard Gschlößls G9 und spielt auch mit Joachim Kühn im Trio. Zu hören ist er u. a. auch auf Petter Eldh Koma Saxos Album Koma West (2022) und auf Robert Landfermanns Rhenus (2023). Sein Schlagzeugspiel ist Anfang 2022 auf 107 veröffentlichten Audio-Datenträgern dokumentiert.
Von 2012 bis 2013 war Lillinger Mitglied des Vorstands der Union Deutscher Jazzmusiker. Ende 2017 gründete er das Label PLAIST-Music, dass sich genreübergreifender zeitgenössischer Avant-Garde-Musik widmet. Seit 2025 lehrt er als Professor an der Hochschule für Musik Franz Liszt Weimar.

## Preise und Auszeichnungen
Lillinger ist Preisträger des „Leipziger Improvisationswettbewerbs“ des Jahres 2001.  Von August 2016 bis März 2017 war er Stipendiat der Stiftung Bartels Fondation in Basel. Lillinger ist Preisträger des SWR-Jazzpreises 2017.
Das Album Open Form for Society wurde im 3. Quartal 2019 ausgezeichnet und auf die Bestenliste des Preises der Deutschen Schallplattenkritik gesetzt: „Wie zur Zeit kein anderer hierzulande treibt Christian Lillinger den Jazz über seine vermeintlichen Grenzen hinaus“. Sowohl als Schlagzeuger als auch als „Künstler des Jahres“ wurde er 2021 mit dem Deutschen Jazzpreis ausgezeichnet. Das Trio Punkt.vrt.Plastik, das er mit Petter Eldh und Kaja Draksler bildet, erhielt als „Band des Jahres“ den Deutschen Jazzpreis 2022. 2023 wurde er (neben Tristan Honsinger) im Duo mit Tobias Delius mit dem hochdotierten Instant Award in Improvised Music ausgezeichnet. Zudem war er 2023 Artist in Residence in der Villa Waldberta.

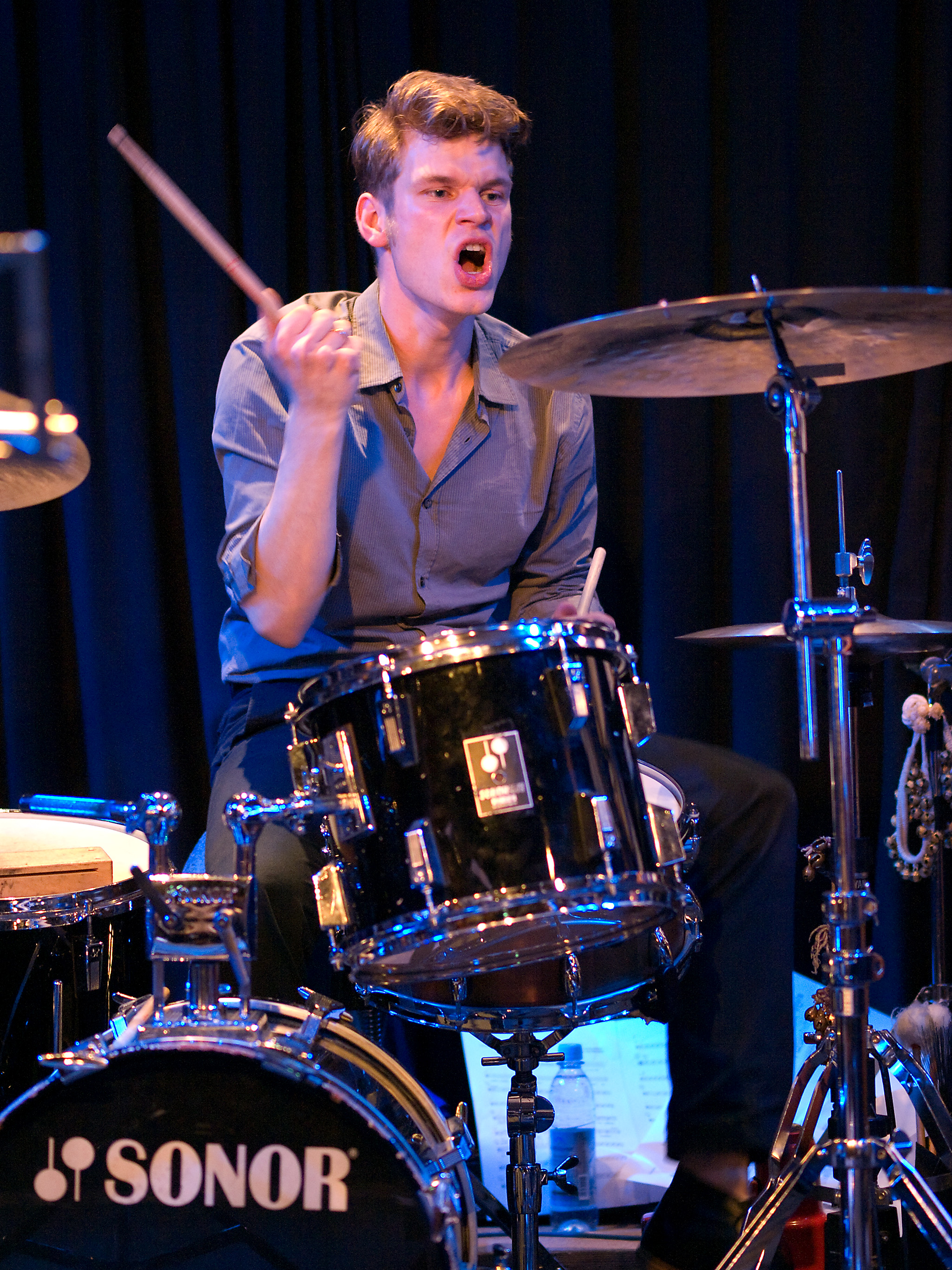
Christian Lillinger im Jazzclub Unterfahrt (München 2010)

## Diskographische Hinweise
- Sonne (WhyPlayJazz, 2005) mit Philipp Gropper, Johannes Fink, Carsten Daerr
- Hyperactive Kid (Shoebill Music, 2006) mit Ronny Graupe, Philipp Gropper
- Vierergruppe Gschlößl I Take Everything (Jazzwerkstatt Berlin, 2006) mit Rudi Mahall, Gerhard Gschlößl, Johannes Fink
- Schmittmenge Meier REAL (2007) mit Matthias Schriefl, Gerhard Gschlößl, Robert Landfermann
- Robert Landfermann Nicht ohne Robert Vol. 1 (JazzHausMusik, 2008) mit Rudi Mahall, Simon Nabatov
- Close Up (2009, Jazzwerkstatt) mit Rolf Kühn, Ronny Graupe, Matthias Schriefl, Johannes Fink
- Christian Lillingers Grund First Reason (Clean Feed, 2009) mit Tobias Delius, Wanja Slavin, Robert Landfermann, Jonas Westergaard sowie Joachim Kühn (auf drei Stücken)
- Christian Lillingers Grund Second Reason (Clean Feed, 2012) mit Achim Kaufmann, Christopher Dell, Pierre Borel, Tobias Delius, Jonas Westergaard, Robert Landfermann
- Dell/Lillinger/Westergaard Grammar (2013)
- Dirn Bridge (Euphorium Records, 2014) mit Axel Dörner und Elan Pauer
- Gropper/Graupe/Lillinger Riot (WhyPlayJazz, 2016) mit Ronny Graupe, Philipp Gropper
- Christian Lillingers Grund C O R (Plaist, 2018)  mit Pierre Borel, Tobias Delius, Achim Kaufmann, Christopher Dell, Jonas Westergaard, Robert Landfermann
- Open Form for Society (Plaist, 2019)[30]
- Grünen: Disenjambment (Trokaan, 2020)
- Kaja Draksler, Petter Eldh, Christian Lillinger Punkt.vrt.Plastik Somit (Intakt, 2021)[31]
- Wollny – Parisien – Lefebvre – Lillinger: XXXX (ACT, 2021), mit Tim Lefebvre, Émile Parisien, Michael Wollny[32]
- Stemeseder Lillinger Quartet Feat. Peter Evans & Russell Hall: Umbra II (Intakt 2024)
- Dell Lillinger Westergaard: Extended Beats (2024, bastille, mit Klangforum Wien, Sonar Quartett, Tamara Stefanovich, Martin Adámek, Johannes Brecht); Vierteljahrespreis der deutschen Schallplattenkritik[33]